# Tørfoss kvängård
Tørfoss kvängård är en norsk museigård i Nordreisa kommun i Troms fylke
Tørfosstunet ligger i Reisas dalgång, omkring 15 kilometer söder om Storslett och förmedlar kvänernas kultur och historia. Gården Tørfoss uppfördes på 1750-talet och består av boningshus, drängstuga med bakugn, rökbastu i timmer, ladugård och tre bodar: köttbod, ostbod samt klädes- och redskapsbod. Gården ligger under Nord-Troms Museum.
Bastun är byggd i gammal finsk stil i timmer och är efter gammal tradition placerad på ordentligt avstånd från de andra byggnaderna på grund av brandfaran. I Reisadalen var det vanligt att bygga bastu först och bo där till dess boningshuset blev klart. Bastun i Tørfoss är en rökbastu, en bastu utan skorsten, och härden består av en hög lösa stenar. Bastun är byggd av furutimmer av kraftig dimension.
Tørfoss manbyggnad är byggd 1931 i timmer och klädd med stående panel, medan en av bodarna troligen är från den ursprungliga bosättningen av inflyttade från Sverige på 1700-talet. Vid gården finns också rester av en tjärmila. Husen är uppförda vid olika tidpunkter, och de representerar olika byggnadssätt i trakten mellan 1700-talet och 1940. I husen finns spår av det byggnadsskick som kväner hade med sig från Sverige och Finland och som de sedan utvecklade i Reisadalen.
Bakugnen i drängstugan rymmer 20 bröd och är murad med gråsten.